# Ambalipura, Bangalore South
Ambalipura là một làng thuộc tehsil Bangalore South, huyện Bangalore Urban, bang Karnataka, Ấn Độ.